# Faraone

Rappresentazione di un faraone

Faraone (/fa-ra-o-ne/, egiziano: pr ꜥꜣ; copto: ⲡⲣ̅ⲣⲟ, romanizzato: Pǝrro; ebraico biblico: פַּרְעֹה Parʿō) è il termine vernacolare spesso usato per i monarchi dell'antico Egitto, che governarono dalla Prima Dinastia (3150 a.C. circa) fino all'annessione dell'Egitto da parte dell'Impero Romano nel 30 a.C. Tuttavia, indipendentemente dal genere, "re" era il termine usato più frequentemente dagli antichi egizi per i loro monarchi fino alla metà della diciottesima dinastia durante il Nuovo Regno. I primi casi confermati di "faraone" usati contemporaneamente per un sovrano furono una lettera ad Akhenaton (regnò intorno al 1353–1336 a.C.) o un'iscrizione che forse si riferiva a Thutmose III (circa 1479–1425 a.C.).
Nelle prime dinastie, gli antichi re Egizi avevano ben tre titoli: l'Orus, il Nome del Cartiglio e il nome delle Due Dame o Nebty. 
Nella società egiziana la religione era centrale nella vita di tutti i giorni. Uno dei ruoli del re era quello di intermediario tra le divinità e il popolo. Il re era quindi deputato alle divinità in un ruolo che era sia di amministratore civile che religioso. Il re possedeva tutta la terra in Egitto, emanava leggi, riscuoteva tasse e serviva come comandante in capo dell'esercito. Dal punto di vista religioso, il re officiava le cerimonie religiose e sceglieva i siti dei nuovi templi. Il re era responsabile del mantenimento di Maat (mꜣꜥt), o ordine cosmico, equilibrio e giustizia, e parte di questo includeva andare in guerra quando necessario per difendere il paese o attaccare altri quando si credeva che ciò avrebbe contribuito a Maat, come per ottenere risorse.
Durante i primi giorni prima dell'unificazione dell'Alto e del Basso Egitto, il Deshret o "Corona Rossa", era una rappresentazione del regno del Basso Egitto, mentre l'Hedjet, la "Corona Bianca", era indossato dal re dell'Alto Egitto. Dopo l'unificazione di entrambi i regni, il Pschent, la combinazione delle due corone rosse e bianche divenne la corona ufficiale del faraone. Con il tempo sono stati introdotti nuovi copricapi durante diverse dinastie come Khat, Nemes, Atef, la corona di Hemhem e Khepresh. A volte veniva raffigurata una combinazione di questi copricapi o corone indossati insieme.

## Etimologia
Il termine Faraone deriva dal greco antico: φαραώ?, pharaṓ.
Dalla dodicesima dinastia in poi, la parola compare in una formula augurale "Grande casa, possa vivere, prosperare ed essere in salute", ma ancora una volta solo con riferimento al palazzo reale e non a una persona. I geroglifici "casa"  e "colonna"  assume il significato di "grande": 
| pr · O29 | \| \| |
|          |       |

|  |

pr -'3 (grande casa).
Questo titolo non ha fatto parte della titolatura ufficiale dei sovrani egizi fino alla XXI dinastia (iscrizione dell'anno 17 di Siamon) mentre in precedenza venne usato per indicare la funzione regia (dalla XVIII dinastia) e prima ancora venne usato solamente per indicare la residenza del sovrano.

## Potere divino

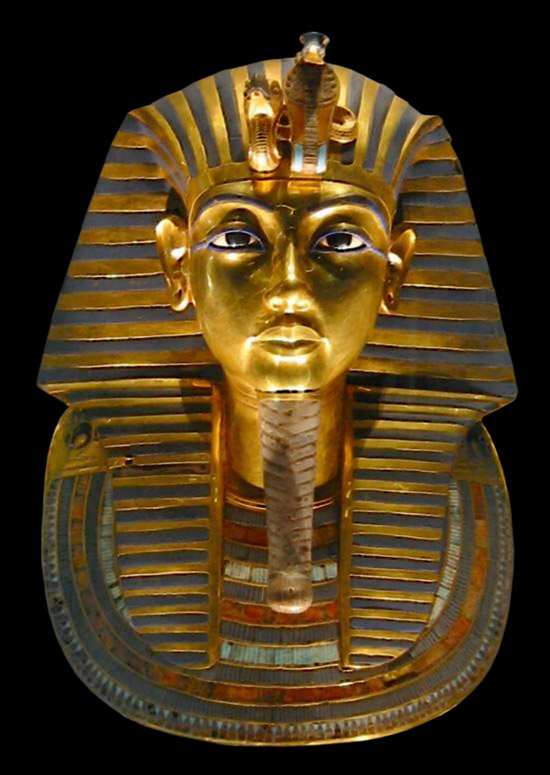
Maschera funeraria di Tutankhamon, Museo egizio del Cairo.

Il faraone fu il primo esempio storico di divinità impersonata da un sovrano e fin dalle prime dinastie si sviluppò il concetto del faraone figlio di Ra, per essere l'incarnazione del dio solare Horus figlio di Ra, con il compito di essere l'unico intermediario tra gli uomini e le divinità e quindi unico sommo sacerdote. Come tale era l'unica persona che poteva accedere alle cerimonie sacre officiate nei templi e officiava egli stesso vestito con una pelle di pantera.
La classe sacerdotale che eseguiva i sacri riti nei templi divini lo faceva su delega del faraone, che non poteva essere sempre presente. Alla sua morte si trasformava in Akh, saliva sulla barca di Ra e si trasformava in Osiride.
Garante dell'ordine cosmico e incarnazione della Maat, il sovrano doveva provvedere a mantenere gli equilibri della natura e delle vicende umane secondo la volontà degli dei, che gli avevano affidato il mondo creato, con il fine di non farlo precipitare nel Caos. Senza il faraone, popolo e dei sarebbero stati travolti dal Nun.
Era il Signore delle acque e del Nilo, quindi ne controllava le inondazioni, proteggeva il mondo dalle malattie e dalle carestie e da lui dipendeva la prosperità dell'Egitto.

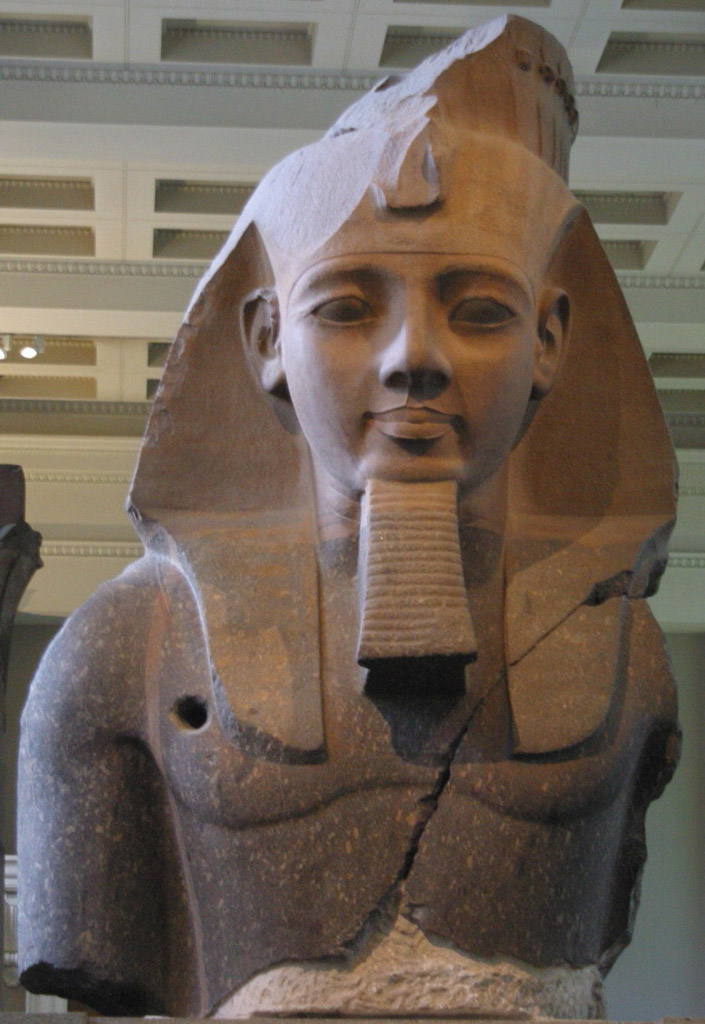
Statua di Ramses II detto "il Grande" (British Museum, Londra)

Il concetto di divinità decadde nel Periodo tardo dove il faraone non ebbe più il ruolo di mediatore con le divinità, ruolo che fu invece assunto direttamente dalle divinità locali.

## Potere regale
La monarchia egizia era una regalità sacra da cui scaturiva un gran numero di cerimonie e riti che i sovrani dovevano espletare a partire dall'incoronazione che avveniva davanti alle immagini degli dei e con la proclamazione dei loro cinque nomi di cui gli ultimi due venivano iscritti nel cartiglio, originariamente un cerchio magico chiamato Shen.
Con questa cerimonia il conto degli anni ripartiva da zero.
L'incoronazione generalmente avveniva alla levata eliaca di Sirio con la quale iniziavano le piene del Nilo.
Tra le numerose cerimonie officiate dal sovrano vi erano anche le riconferme ad ogni nuovo anno, le Heb-Sed e numerosi altri riti.
Era designato, oltre che con il titolo di "sua maestà", anche con i titoli di "sovrano delle Due Terre" e "supremo dominatore dell'Egitto" mentre i simboli del potere regale erano la corona, lo scettro, il trono, la barba posticcia, l'ureo, il gonnellino reale chiamato shendjut, e la coda di animale, generalmente di toro.
Oltre alle decisioni di tipo militare su come difendere i confini o domare rivolte, il faraone era centro unico di autorità sui nomi dell'Alto e del Basso Egitto ed essendo un dio vivente, padrone di ogni cosa, prendeva ogni decisione in ogni campo, politico, economico, sociale e religioso esprimendo la sua volontà tramite i decreti reali.

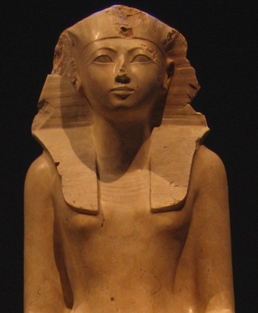
Busto di Hatshepsut, una delle poche sovrane donna dell'antico Egitto (Museum of Fine Arts, Boston)

Era coadiuvato nelle sue funzioni dai nobili (spesso familiari), dal visir (generalmente scelto tra i nobili) e dai funzionari.
La sovranità era negata alle donne che solo in determinate circostanze potevano divenire "reggenti", per esempio di un sovrano di giovanissima età, e successivamente nominate faraone.
Solo quattro donne divennero sovrane: Merneith, Nefrusobek, Hatshepsut e Tausert. Non si è certi della regalità di Nitokris I.
Durante il Primo periodo intermedio si ebbe un grave indebolimento della sovranità del faraone, dovuta al decentramento dei poteri e alla perdita dell'usanza di affidare le cariche più importanti dello Stato ai componenti della famiglia reale.
Nel Medio Regno vi fu un ritorno al potere centrale rappresentato dal faraone ma esso fu di breve durata e dopo la cacciata degli invasori Hyksos con l'inizio del Nuovo Regno la sovranità del faraone tornò ad avere un sacro ruolo predominante e caratterizzato anche da grandi abilità fisiche come nel remare, cacciare o cavalcare.

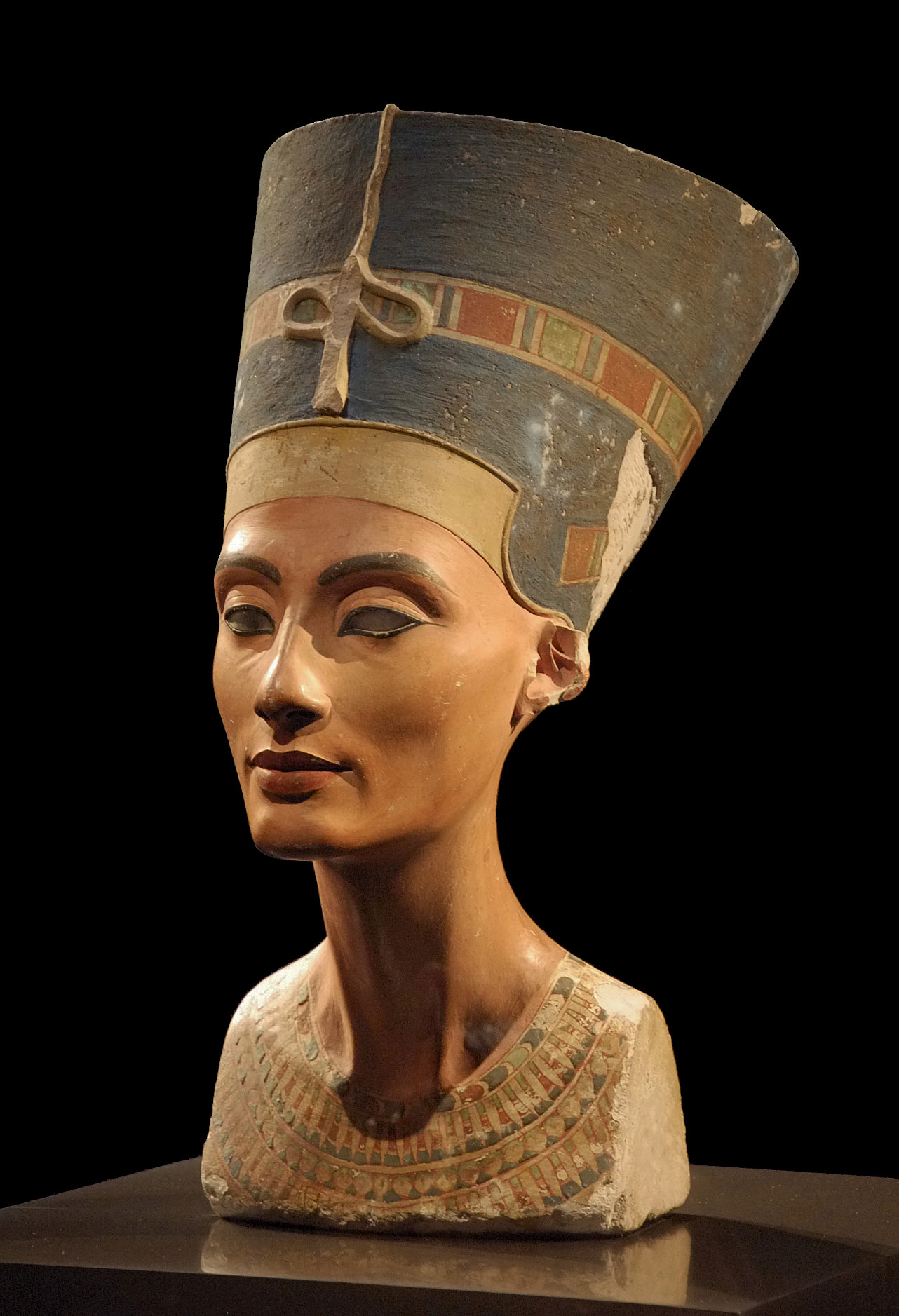
Busto di Nefertiti, grande sposa reale di Akhenaton (Neues Museum, Berlino)

Terminato il Nuovo Regno iniziò il declino del potere del sovrano che crollò definitivamente nel 1070 a.C. con il Terzo periodo intermedio.

## Legittimità
La legittimità a governare era data dall'ascendenza divina ereditata per i rigidi principi di primogenitura della successione o anche acquisita dall'essere stato generato dal dio Amon-Ra, unitosi ad una donna, come per Amenofi III, sotto le sembianze del suo sposo. 
Ma poteva avvenire anche per fatti prodigiosi avvenuti alla sua nascita, a sogni oppure oracoli divini come nel caso di Hatshepsut.

## Successione
Il faraone designava sovente il suo successore e il titolo veniva generalmente trasmesso al figlio della grande sposa reale, ma poteva succedergli anche il figlio della sposa secondaria oppure quello di una qualsiasi donna dell'harem.
Se vi erano solo figlie femmine, un consorte di queste ultime poteva accedere alla successione così come anche il fratello del faraone deceduto.

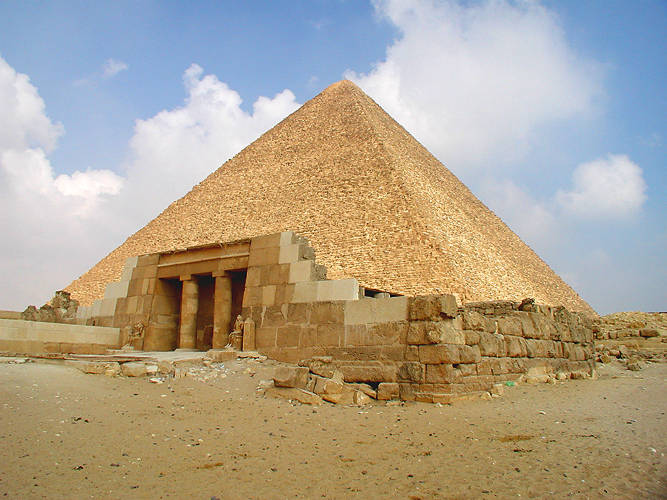
La Grande Piramide, tomba del faraone Cheope

Per evitare rivalità e lotte dinastiche, il faraone poteva designare il principe ereditario associandolo come coreggente e legittimandolo così a governare dopo di lui.
Poiché non era stabilito quale dei principi potesse diventare sovrano, essi erano istruiti tutti nel medesimo modo e coabitavano nell'harem dove, crescendo insieme, rafforzavano i legami di parentela o di amicizia.

## Matrimonio
Durante l'Antico Regno i sovrani generalmente si univano con le principesse di Menfi per ragioni politiche e territoriali e, sempre per le medesime ragioni, successivamente sposarono anche le proprie figlie o sorelle.
A partire dal Nuovo Regno, invece, usarono unirsi anche con donne non nobili e principesse straniere.

## Uso comune
Il suo uso è divenuto comune per indicare i sovrani egizi attraverso le opere di Erodoto e altri storici greci, che, prima della riscoperta archeologica, erano le sole a conservare la memoria di quella civiltà, assieme a molti riferimenti della Bibbia, a cominciare dai libri della Genesi e dell'Esodo.